# Referendum in Pakistan 2002
Das Referendum in Pakistan 2002 fand am 30. April 2002 statt. Das Referendum sollte die Präsidentschaft von Pervez Musharraf für die nächsten fünf Jahre sicherstellen. Das Referendum wurde mit einer Mehrheit von 97,97 Prozent angenommen. Die Opposition warf Musharraf Manipulation vor. Die Wahlbeteiligung lag bei 56,1 Prozent. Die Opposition ging jedoch von einer Wahlbeteiligung von fünf bis sieben Prozent aus. Das Referendum wurde auch von der Menschenrechtskommission Pakistans kritisiert. Die Kommission meinte, dass das Referendum von Unregelmäßigkeiten durchzogen gewesen sei.

## Geschichte
Pervez Musharraf löste die Regierung von Nawaz Sharif am 12. Oktober 1999 auf und putschte sich an die Macht. Er selbst bezeichnete sich als Chief Executive. Es wurde angenommen, dass die Armee zu diesem Schritt gezwungen wurde, um weitere Unruhen zu vermeiden. Musharraf zwang Rafiq Tarar zum Rücktritt und übernahm das Präsidentenamt selbst. Musharraf versprach die Abhaltung von Parlamentswahlen im Oktober 2002. Er hielt jedoch davor das Referendum ab. Der Zweck des Referendums war die demokratische Legitimation seiner Präsidentschaft. Musharraf wollte durch das Referendum Pakistan im sozialen Sinne stabilisieren, die Wirtschaft wiederherstellen und zur Demokratie zurückkehren. Er gab außerdem an, dass ein Referendum verfassungskonform sei. Die Verfassung der Islamischen Republik Pakistan sah eine Wahl des Präsidenten durch ein Referendum aber nicht vor. Das Referendum wurde von vielen Menschen als Schande und Verrat angesehen. Die Oppositionsparteien, Pakistan Muslim League (N) und Pakistan Peoples Party erklärten, dass die Absicht von Musharraf, ein Referendum abzuhalten, unangemessen gewesen sei.
Sie bildeten eine Parteienbündnis aus 15 Parteien mit dem Ziel, friedlich gegen das Referendum zu protestieren. Die beiden Parteien riefen auch zum Boykott des Referendums auf. Das Wahlalter wurde für die Stimmenabgabe von 21 auf 18 Jahre herabgesetzt. Es wurde für die Teilnahme am Referendum auf einen Identitätsnachweis verzichtet. Das Referendum fand planmäßig am 30. April 2002 statt. Die Frage des Referendum lautete: Sind sie dafür, dass Musharraf für weitere fünf Jahre Präsident Pakistans bleibt? Die pakistanische Regierung gab an, dass 78 Millionen Wähler am Referendum teilnehmen durften. Es wurden 87.000 Wahlkabinen in Schulen, Krankenhäusern, Gefängnissen, Tankstellen Büros und auf Märkten eingerichtet. Es konnte jeder am Referendum teilnehmen, solange er sein Alter und Identität nachweisen konnte. Viele Politiker und Analysten sahen das Referendum als gesetzeswidrig an. Der Präsident konnte laut Verfassung nur durch das Parlament und den Senat gewählt werden. Das Referendum stellte sicher, dass Pervez Musharraf seine Präsidentschaft für weitere fünf Jahre fortführen konnte.